# 奥莱斯科

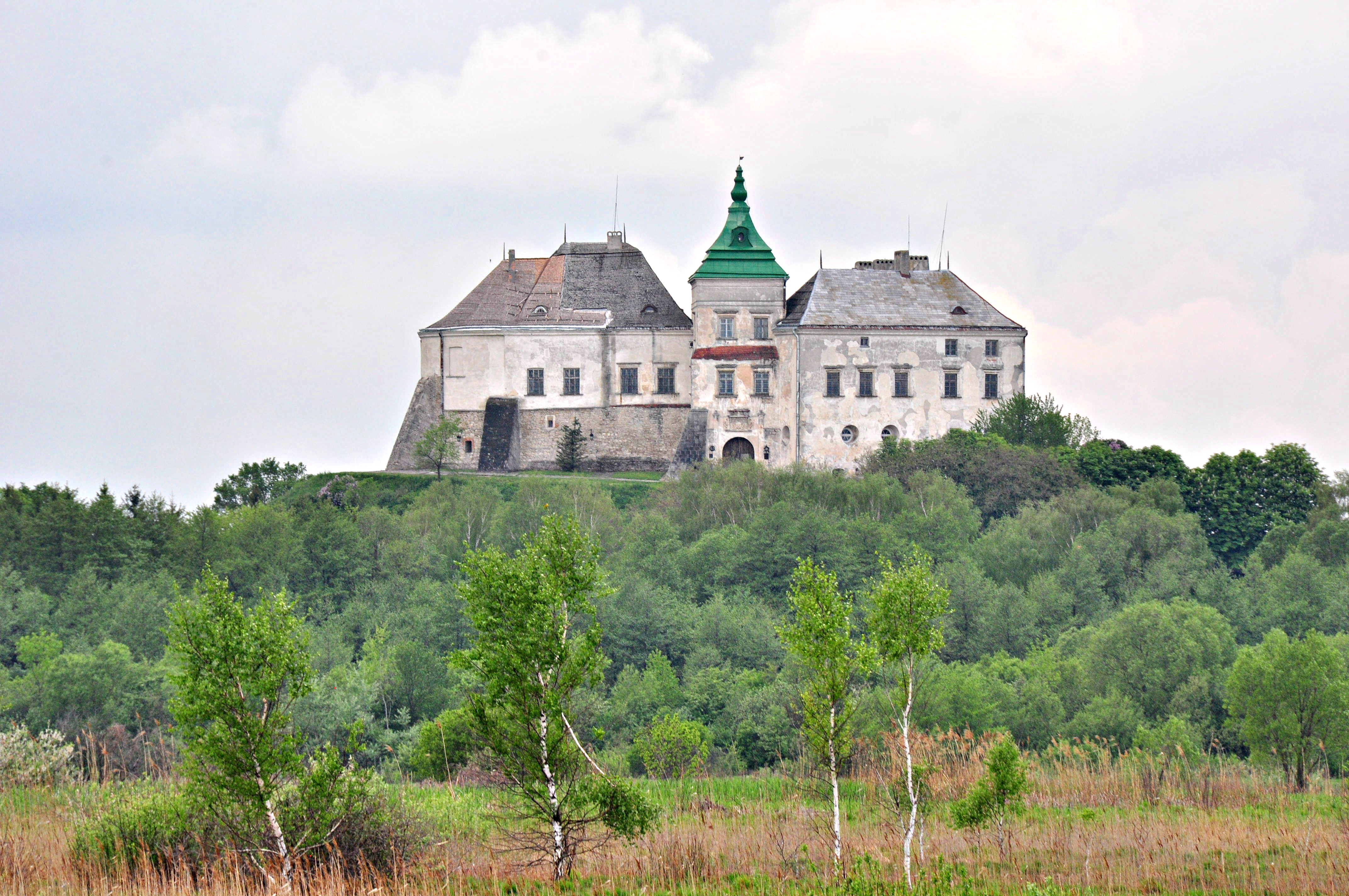
奧萊斯科城堡

奥莱斯科（羅馬化：Olesko）是烏克蘭西部利沃夫州佐洛奇夫區布斯克市镇内的鎮。距離布斯克23公里，始建於1366年，面積1.99平方公里，2021年人口1,442。